# Israel-Nachrichten
Israel-Nachrichten és un diari israelià en alemany, editat a Tel-Aviv. Siegfried Blumenthal establí el diari el 1936 sota el títol «Blumenthals Neueste Nachrichten». El 1950, el diari va ser un dels més venuts a Israel.
Hi ha 100.000 jueus germanòfons a Israel i el diari té els seus lectors en tot el món.
Israel-Nachrichten ha estat dirigit des del 1975 fins a la seva mort l'agost del 2007 per Alice Schwarz-Gardos.
Israel-Nachrichten és membre de la Federació de Mèdia Jiddish i germano-alemanys d'arreu del món IMH.